# Santa Cruz de Moncayo
Santa Cruz de Moncayo è un comune spagnolo di 120 abitanti situato nella comunità autonoma dell'Aragona.